# Élections législatives de 2017 à La Réunion
Les élections législatives françaises de 2017 se déroulent les 11 et 18 juin. Dans le département de La Réunion, sept députés sont à élire dans le cadre de sept circonscriptions.

## Élus
| Circonscription                                 | Député sortant       | Parti | Parti | Député élu ou réélu | Parti | Parti |
| ----------------------------------------------- | -------------------- | ----- | ----- | ------------------- | ----- | ----- |
| 1re                                             | Ericka Bareigts      |       | PS    | Ericka Bareigts     |       | PS    |
| 2e                                              | Huguette Bello       |       | PLR   | Huguette Bello      |       | PLR   |
| 3e                                              | Jean-Jacques Vlody   |       | PS    | Nathalie Bassire    |       | LR    |
| 4e                                              | Patrick Lebreton*    |       | PS    | David Lorion        |       | LR    |
| 5e                                              | Jean-Claude Fruteau* |       | PS    | Jean-Hugues Ratenon |       | RÉ974 |
| 6e                                              | Monique Orphé        |       | PS    | Nadia Ramassamy     |       | LR    |
| 7e                                              | Thierry Robert       |       | MoDem | Thierry Robert      |       | MoDem |
| * député sortant ne se représentant pas en 2017 |                      |       |       |                     |       |       |

## Rappel des résultats départementaux des élections de 2012
| Parti          | Parti                                | Premier tour | Premier tour | Second tour | Second tour | Sièges |
| Parti          | Parti                                | Voix         | %            | Voix        | %           | Sièges |
| -------------- | ------------------------------------ | ------------ | ------------ | ----------- | ----------- | ------ |
|                | Parti socialiste                     | 84 242       | 32,53        | 88 357      | 46,45       | 5      |
|                | Divers gauche                        | 9 267        | 3,58         |             |             | 0      |
|                | Europe Écologie Les Verts            | 5 984        | 2,31         | 0           |             |        |
|                | Majorité présidentielle              | 99 493       | 38,42        | 88 357      | 46,45       | 5      |
|                |                                      |              |              |             |             |        |
|                | Union pour un mouvement populaire    | 38 206       | 14,75        | 27 679      | 14,55       | 0      |
|                | Divers droite dont DLR               | 21 099       | 8,15         | 18 012      | 9,47        | 0      |
|                | Nouveau centre                       | 5 961        | 2,30         | 10 886      | 5,72        | 0      |
|                | Droite parlementaire                 | 65 266       | 25,20        | 56 577      | 29,74       | 0      |
|                |                                      |              |              |             |             |        |
|                | Parti communiste réunionnais         | 31 580       | 12,19        |             |             | 0      |
|                | Pour La Réunion                      | 25 734       | 9,94         | 1           |             |        |
|                | Mouvement démocrate                  | 24 844       | 9,59         | 45 302      | 23,81       | 1      |
|                | Front national                       | 7 169        | 2,77         |             |             | 0      |
|                | Front de gauche                      | 2 968        | 1,15         | 0           |             |        |
|                | Extrême gauche dont LO               | 1 010        | 0,39         | 0           |             |        |
|                | Divers                               | 521          | 0,20         | 0           |             |        |
|                | Le Trèfle - Les nouveaux écologistes | 402          | 0,16         | 0           |             |        |
|                |                                      |              |              |             |             |        |
| Inscrits       | Inscrits                             | 579 540      | 100,00       | 400 597     | 100,00      | 7      |
| Abstentions    | Abstentions                          | 307 703      | 53,09        | 194 543     | 48,56       |        |
| Votants        | Votants                              | 271 837      | 46,91        | 206 054     | 51,44       |        |
| Blancs et nuls | Blancs et nuls                       | 12 850       | 4,73         | 15 818      | 7,68        |        |
| Exprimés       | Exprimés                             | 258 987      | 95,27        | 190 236     | 92,32       |        |

## Résultats

### Résultats à l'échelle du département
|                                                |                         |                           |                           |                          |                          |
|                                                |                         | Premier tour 11 juin 2017 | Premier tour 11 juin 2017 | Second tour 18 juin 2017 | Second tour 18 juin 2017 |
|                                                |                         |                           |                           |                          |                          |
|                                                |                         | Nombre                    | % des inscrits            | Nombre                   | % des inscrits           |
| Inscrits                                       | Inscrits                | 640 367                   | 100,00                    | 640 339                  | 100,00                   |
| Abstentions                                    | Abstentions             | 418 255                   | 65,31                     | 382 006                  | 59,66                    |
| Votants                                        | Votants                 | 222 112                   | 34,69                     | 258 333                  | 40,34                    |
|                                                |                         |                           | % des votants             |                          | % des votants            |
| Bulletins blancs                               | Bulletins blancs        | 9 315                     | 4,19                      | 14 320                   | 5,54                     |
| Bulletins nuls                                 | Bulletins nuls          | 9 675                     | 4,36                      | 16 894                   | 6,54                     |
| Suffrages exprimés                             | Suffrages exprimés      | 203 122                   | 91,45                     | 227 119                  | 87,92                    |
|                                                |                         |                           |                           |                          |                          |
| Étiquette politique                            | Étiquette politique     | Voix                      | % des exprimés            | Voix                     | % des exprimés           |
|                                                |                         |                           |                           |                          |                          |
|                                                | Les Républicains        | 47 564                    | 23,42                     | 86 773                   | 38,22                    |
|                                                | Divers gauche           | 40 067                    | 19,73                     | 58 353                   | 25,69                    |
|                                                | Divers droite           | 24 497                    | 12,06                     | 29 557                   | 13,01                    |
|                                                | Parti socialiste        | 19 266                    | 9,48                      | 18 950                   | 8,34                     |
|                                                | La République en marche | 18 170                    | 8,95                      | 11 181                   | 4,92                     |
|                                                | Mouvement démocrate     | 14 146                    | 6,96                      | 22 305                   | 9,82                     |
|                                                | La France insoumise     | 13 871                    | 6,83                      |                          |                          |
|                                                | Front national          | 11 128                    | 5,48                      |                          |                          |
|                                                | Divers                  | 7 468                     | 3,68                      |                          |                          |
|                                                | Écologiste              | 5 135                     | 2,53                      |                          |                          |
|                                                | Extrême gauche          | 1 810                     | 0,89                      |                          |                          |
| Source : Ministère de l'Intérieur - La Réunion |                         |                           |                           |                          |                          |

### Résultats par circonscription

#### Première circonscription
Députée sortante : Ericka Bareigts (Parti socialiste).
|                                                                            |                                                                   |                           |                           |                          |                          |
|                                                                            |                                                                   | Premier tour 11 juin 2017 | Premier tour 11 juin 2017 | Second tour 18 juin 2017 | Second tour 18 juin 2017 |
|                                                                            |                                                                   |                           |                           |                          |                          |
|                                                                            |                                                                   | Nombre                    | % des inscrits            | Nombre                   | % des inscrits           |
| Inscrits                                                                   | Inscrits                                                          | 80 507                    | 100,00                    | 80 506                   | 100,00                   |
| Abstentions                                                                | Abstentions                                                       | 51 449                    | 63,91                     | 48 707                   | 60,50                    |
| Votants                                                                    | Votants                                                           | 29 058                    | 36,09                     | 31 799                   | 39,50                    |
|                                                                            |                                                                   |                           | % des votants             |                          | % des votants            |
| Bulletins blancs                                                           | Bulletins blancs                                                  | 1 061                     | 3,65                      | 1 517                    | 4,77                     |
| Bulletins nuls                                                             | Bulletins nuls                                                    | 789                       | 2,72                      | 1 508                    | 4,74                     |
| Suffrages exprimés                                                         | Suffrages exprimés                                                | 27 208                    | 93,63                     | 28 774                   | 90,49                    |
|                                                                            |                                                                   |                           |                           |                          |                          |
| Candidat Étiquette politique (partis et alliances)                         | Candidat Étiquette politique (partis et alliances)                | Voix                      | % des exprimés            | Voix                     | % des exprimés           |
|                                                                            |                                                                   |                           |                           |                          |                          |
|                                                                            | Ericka Bareigts (députée sortante) Parti socialiste               | 12 849                    | 47,23                     | 18 950                   | 65,86                    |
|                                                                            | Jean-Jacques Morel Les Républicains                               | 5 899                     | 21,68                     | 9 824                    | 34,14                    |
|                                                                            | Julie Pontalba La France insoumise (Parti communiste réunionnais) | 2 193                     | 8,06                      |                          |                          |
|                                                                            | Jean-Pierre Celeste Front national                                | 1 265                     | 4,65                      |                          |                          |
|                                                                            | Jean-Pierre Marchau Europe Écologie Les Verts                     | 958                       | 3,52                      |                          |                          |
|                                                                            | Karine Nabenesa Mouvement démocrate                               | 925                       | 3,40                      |                          |                          |
|                                                                            | Frédéric Foucque Divers droite (Rassemblement pour la Réunion)    | 824                       | 3,03                      |                          |                          |
|                                                                            | Farid Mangrolia Divers                                            | 731                       | 2,69                      |                          |                          |
|                                                                            | Jean-Alexandre Poleya Divers droite                               | 305                       | 1,12                      |                          |                          |
|                                                                            | Jean-Paul Panechou Divers gauche (Rézistan's Égalité 974)         | 213                       | 0,78                      |                          |                          |
|                                                                            | Dominique Frut Divers (Union populaire républicaine)              | 208                       | 0,76                      |                          |                          |
|                                                                            | Isma Belkessam Divers                                             | 195                       | 0,72                      |                          |                          |
|                                                                            | Jean-Roland Ango Divers (La République en marche dissident)       | 185                       | 0,68                      |                          |                          |
|                                                                            | Hugues Maillot Divers droite (Ré-unir)                            | 146                       | 0,54                      |                          |                          |
|                                                                            | Jürgen Leon Divers gauche                                         | 137                       | 0,50                      |                          |                          |
|                                                                            | Corinne Gasp Lutte ouvrière                                       | 127                       | 0,47                      |                          |                          |
|                                                                            | Ariane Dedieu Divers                                              | 48                        | 0,18                      |                          |                          |
| Source : Ministère de l'Intérieur - Première circonscription de La Réunion |                                                                   |                           |                           |                          |                          |

#### Deuxième circonscription
Député sortant : Huguette Bello (Pour La Réunion).
|                                                                            |                                                                                         |                           |                           |                          |                          |
|                                                                            |                                                                                         | Premier tour 11 juin 2017 | Premier tour 11 juin 2017 | Second tour 18 juin 2017 | Second tour 18 juin 2017 |
|                                                                            |                                                                                         |                           |                           |                          |                          |
|                                                                            |                                                                                         | Nombre                    | % des inscrits            | Nombre                   | % des inscrits           |
| Inscrits                                                                   | Inscrits                                                                                | 92 710                    | 100,00                    | 92 710                   | 100,00                   |
| Abstentions                                                                | Abstentions                                                                             | 62 876                    | 67,82                     | 56 274                   | 60,70                    |
| Votants                                                                    | Votants                                                                                 | 29 834                    | 32,18                     | 36 436                   | 39,30                    |
|                                                                            |                                                                                         |                           | % des votants             |                          | % des votants            |
| Bulletins blancs                                                           | Bulletins blancs                                                                        | 989                       | 3,32                      | 1 405                    | 3,86                     |
| Bulletins nuls                                                             | Bulletins nuls                                                                          | 1 038                     | 3,48                      | 1 657                    | 4,55                     |
| Suffrages exprimés                                                         | Suffrages exprimés                                                                      | 27 807                    | 93,21                     | 33 374                   | 91,60                    |
|                                                                            |                                                                                         |                           |                           |                          |                          |
| Candidat Étiquette politique (partis et alliances)                         | Candidat Étiquette politique (partis et alliances)                                      | Voix                      | % des exprimés            | Voix                     | % des exprimés           |
|                                                                            |                                                                                         |                           |                           |                          |                          |
|                                                                            | Huguette Bello (députée sortante) Divers gauche (Pour La Réunion - La France insoumise) | 15 871                    | 57,08                     | 24 559                   | 73,59                    |
|                                                                            | Cyrille Melchior Les Républicains                                                       | 5 663                     | 20,37                     | 8 815                    | 26,41                    |
|                                                                            | Stéphane Randrianarivelo Mouvement démocrate                                            | 2 077                     | 7,47                      |                          |                          |
|                                                                            | Indiana Ouënne Front national                                                           | 1 186                     | 4,27                      |                          |                          |
|                                                                            | Marie-Gertrude Carpanin Divers droite                                                   | 1 028                     | 3,70                      |                          |                          |
|                                                                            | Charles Moyac Écologiste                                                                | 1 027                     | 3,69                      |                          |                          |
|                                                                            | Alix Jean Mera Divers droite                                                            | 421                       | 1,51                      |                          |                          |
|                                                                            | Britt Boutboul Divers (Union populaire républicaine)                                    | 271                       | 0,97                      |                          |                          |
|                                                                            | Christophe Vigne Lutte ouvrière                                                         | 263                       | 0,95                      |                          |                          |
| Source : Ministère de l'Intérieur - Deuxième circonscription de La Réunion |                                                                                         |                           |                           |                          |                          |

#### Troisième circonscription
Député sortant : Jean-Jacques Vlody (Parti socialiste).
|                                                                             |                                                        |                           |                           |                          |                          |
|                                                                             |                                                        | Premier tour 11 juin 2017 | Premier tour 11 juin 2017 | Second tour 18 juin 2017 | Second tour 18 juin 2017 |
|                                                                             |                                                        |                           |                           |                          |                          |
|                                                                             |                                                        | Nombre                    | % des inscrits            | Nombre                   | % des inscrits           |
| Inscrits                                                                    | Inscrits                                               | 92 761                    | 100,00                    | 92 752                   | 100,00                   |
| Abstentions                                                                 | Abstentions                                            | 57 616                    | 62,11                     | 51 977                   | 56,04                    |
| Votants                                                                     | Votants                                                | 35 145                    | 37,89                     | 40 775                   | 43,96                    |
|                                                                             |                                                        |                           | % des votants             |                          | % des votants            |
| Bulletins blancs                                                            | Bulletins blancs                                       | 1 766                     | 5,02                      | 2 674                    | 6,56                     |
| Bulletins nuls                                                              | Bulletins nuls                                         | 1 850                     | 5,26                      | 3 282                    | 8,05                     |
| Suffrages exprimés                                                          | Suffrages exprimés                                     | 31 529                    | 89,71                     | 34 819                   | 85,39                    |
|                                                                             |                                                        |                           |                           |                          |                          |
| Candidat Étiquette politique (partis et alliances)                          | Candidat Étiquette politique (partis et alliances)     | Voix                      | % des exprimés            | Voix                     | % des exprimés           |
|                                                                             |                                                        |                           |                           |                          |                          |
|                                                                             | Nathalie Bassire Les Républicains                      | 8 915                     | 28,28                     | 19 652                   | 56,44                    |
|                                                                             | Jacquet Hoarau Divers droite (France Réunion Avenir)   | 8 260                     | 26,20                     | 15 167                   | 43,56                    |
|                                                                             | Jean-Jacques Vlody (député sortant) Parti socialiste   | 3 601                     | 11,42                     |                          |                          |
|                                                                             | Carine Garcia La République en marche                  | 3 370                     | 10,69                     |                          |                          |
|                                                                             | Virginie Grondin La France insoumise                   | 2 935                     | 9,31                      |                          |                          |
|                                                                             | Jean-Hugues Lebian Front national                      | 2 213                     | 7,02                      |                          |                          |
|                                                                             | Antoine Fontaine Divers                                | 879                       | 2,79                      |                          |                          |
|                                                                             | Raphaël Dijoux Écologiste (Mouvement 100%)             | 426                       | 1,35                      |                          |                          |
|                                                                             | Catherine M'Couezou Lutte ouvrière                     | 336                       | 1,07                      |                          |                          |
|                                                                             | Philippe Hoareau Divers (Union populaire républicaine) | 323                       | 1,02                      |                          |                          |
|                                                                             | Clémendeau Hoarau Divers (MoDem)                       | 271                       | 0,86                      |                          |                          |
| Source : Ministère de l'Intérieur - Troisième circonscription de La Réunion |                                                        |                           |                           |                          |                          |

#### Quatrième circonscription
Député sortant : Patrick Lebreton (Parti socialiste).
|                                                                             |                                                              |                           |                           |                          |                          |
|                                                                             |                                                              | Premier tour 11 juin 2017 | Premier tour 11 juin 2017 | Second tour 18 juin 2017 | Second tour 18 juin 2017 |
|                                                                             |                                                              |                           |                           |                          |                          |
|                                                                             |                                                              | Nombre                    | % des inscrits            | Nombre                   | % des inscrits           |
| Inscrits                                                                    | Inscrits                                                     | 104 988                   | 100,00                    | 104 970                  | 100,00                   |
| Abstentions                                                                 | Abstentions                                                  | 61 187                    | 58,28                     | 55 627                   | 52,99                    |
| Votants                                                                     | Votants                                                      | 43 801                    | 41,72                     | 49 343                   | 47,01                    |
|                                                                             |                                                              |                           | % des votants             |                          | % des votants            |
| Bulletins blancs                                                            | Bulletins blancs                                             | 1 708                     | 3,90                      | 2 631                    | 5,33                     |
| Bulletins nuls                                                              | Bulletins nuls                                               | 2 141                     | 4,89                      | 3 434                    | 6,96                     |
| Suffrages exprimés                                                          | Suffrages exprimés                                           | 39 952                    | 91,21                     | 43 278                   | 87,71                    |
|                                                                             |                                                              |                           |                           |                          |                          |
| Candidat Étiquette politique (partis et alliances)                          | Candidat Étiquette politique (partis et alliances)           | Voix                      | % des exprimés            | Voix                     | % des exprimés           |
|                                                                             |                                                              |                           |                           |                          |                          |
|                                                                             | David Lorion Les Républicains                                | 13 272                    | 33,22                     | 23 540                   | 54,39                    |
|                                                                             | Virginie Gobalou Divers gauche (Progrès974 - PS)             | 9 441                     | 23,63                     | 19 738                   | 45,61                    |
|                                                                             | Anaïs Patel La République en marche                          | 5 416                     | 13,56                     |                          |                          |
|                                                                             | Corine Bédier La France insoumise                            | 3 328                     | 8,33                      |                          |                          |
|                                                                             | Philippe Ghanty Front national                               | 2 567                     | 6,43                      |                          |                          |
|                                                                             | Bernard Von-Pine Divers droite                               | 1 590                     | 3,98                      |                          |                          |
|                                                                             | Hermann Rifosta Divers droite                                | 1 152                     | 2,88                      |                          |                          |
|                                                                             | Danon Lutchmee Odayen Écologiste (Europe Écologie Les Verts) | 1 030                     | 2,58                      |                          |                          |
|                                                                             | Maximin Banon Divers gauche                                  | 921                       | 2,31                      |                          |                          |
|                                                                             | Jean-François Sarpedon Écologiste                            | 461                       | 1,15                      |                          |                          |
|                                                                             | Sophie Sénac Divers (Union populaire républicaine)           | 459                       | 1,15                      |                          |                          |
|                                                                             | Serge Latchoumanin Lutte ouvrière                            | 315                       | 0,79                      |                          |                          |
| Source : Ministère de l'Intérieur - Quatrième circonscription de La Réunion |                                                              |                           |                           |                          |                          |

#### Cinquième circonscription
Député sortant : Jean-Claude Fruteau (Parti socialiste).
|                                                                             |                                                                                  |                           |                           |                          |                          |
|                                                                             |                                                                                  | Premier tour 11 juin 2017 | Premier tour 11 juin 2017 | Second tour 18 juin 2017 | Second tour 18 juin 2017 |
|                                                                             |                                                                                  |                           |                           |                          |                          |
|                                                                             |                                                                                  | Nombre                    | % des inscrits            | Nombre                   | % des inscrits           |
| Inscrits                                                                    | Inscrits                                                                         | 83 173                    | 100,00                    | 83 173                   | 100,00                   |
| Abstentions                                                                 | Abstentions                                                                      | 58 325                    | 70,12                     | 53 807                   | 64,69                    |
| Votants                                                                     | Votants                                                                          | 24 848                    | 29,88                     | 29 366                   | 35,31                    |
|                                                                             |                                                                                  |                           | % des votants             |                          | % des votants            |
| Bulletins blancs                                                            | Bulletins blancs                                                                 | 991                       | 3,99                      | 1 167                    | 3,97                     |
| Bulletins nuls                                                              | Bulletins nuls                                                                   | 1 150                     | 4,63                      | 1 616                    | 5,50                     |
| Suffrages exprimés                                                          | Suffrages exprimés                                                               | 22 707                    | 91,38                     | 26 583                   | 90,52                    |
|                                                                             |                                                                                  |                           |                           |                          |                          |
| Candidat Étiquette politique (partis et alliances)                          | Candidat Étiquette politique (partis et alliances)                               | Voix                      | % des exprimés            | Voix                     | % des exprimés           |
|                                                                             |                                                                                  |                           |                           |                          |                          |
|                                                                             | Daniel Gonthier Les Républicains                                                 | 6 927                     | 30,51                     | 12 527                   | 47,12                    |
|                                                                             | Jean-Hugues Ratenon Divers gauche (Rézistan's Égalité 974 - La France insoumise) | 3 947                     | 17,38                     | 14 056                   | 52,88                    |
|                                                                             | Léopoldine Settama-Vidon La République en marche                                 | 3 614                     | 15,92                     |                          |                          |
|                                                                             | Philippe Le Constant Parti socialiste                                            | 2 816                     | 12,40                     |                          |                          |
|                                                                             | Jean-Luc Julie Divers droite (Nouvelle Donne)                                    | 1 629                     | 7,17                      |                          |                          |
|                                                                             | Marie-Luce Brasier-Clain Front national                                          | 1 344                     | 5,92                      |                          |                          |
|                                                                             | Alicia Hayano Divers droite                                                      | 608                       | 2,68                      |                          |                          |
|                                                                             | Jean-Yves Payet Lutte ouvrière                                                   | 561                       | 2,47                      |                          |                          |
|                                                                             | Magaly Bassonville Divers                                                        | 439                       | 1,93                      |                          |                          |
|                                                                             | Fabien Dijoux Divers (Union populaire républicaine)                              | 334                       | 1,47                      |                          |                          |
|                                                                             | Willy Tarkin Divers gauche                                                       | 250                       | 1,10                      |                          |                          |
|                                                                             | Jean-Paul Hoareau Divers                                                         | 238                       | 1,05                      |                          |                          |
| Source : Ministère de l'Intérieur - Cinquième circonscription de La Réunion |                                                                                  |                           |                           |                          |                          |

#### Sixième circonscription
Député sortant : Monique Orphé (Parti socialiste).
|                                                                           |                                                                             |                           |                           |                          |                          |
|                                                                           |                                                                             | Premier tour 11 juin 2017 | Premier tour 11 juin 2017 | Second tour 18 juin 2017 | Second tour 18 juin 2017 |
|                                                                           |                                                                             |                           |                           |                          |                          |
|                                                                           |                                                                             | Nombre                    | % des inscrits            | Nombre                   | % des inscrits           |
| Inscrits                                                                  | Inscrits                                                                    | 75 861                    | 100,00                    | 75 862                   | 100,00                   |
| Abstentions                                                               | Abstentions                                                                 | 52 837                    | 69,65                     | 48 700                   | 64,20                    |
| Votants                                                                   | Votants                                                                     | 23 024                    | 30,35                     | 27 162                   | 35,80                    |
|                                                                           |                                                                             |                           | % des votants             |                          | % des votants            |
| Bulletins blancs                                                          | Bulletins blancs                                                            | 1 021                     | 4,43                      | 1 698                    | 6,25                     |
| Bulletins nuls                                                            | Bulletins nuls                                                              | 982                       | 4,27                      | 1 868                    | 6,88                     |
| Suffrages exprimés                                                        | Suffrages exprimés                                                          | 21 021                    | 91,30                     | 23 596                   | 86,87                    |
|                                                                           |                                                                             |                           |                           |                          |                          |
| Candidat Étiquette politique (partis et alliances)                        | Candidat Étiquette politique (partis et alliances)                          | Voix                      | % des exprimés            | Voix                     | % des exprimés           |
|                                                                           |                                                                             |                           |                           |                          |                          |
|                                                                           | Monique Orphé (députée sortante) La République en marche (Parti socialiste) | 5 770                     | 27,45                     | 11 181                   | 47,39                    |
|                                                                           | Nadia Ramassamy Les Républicains                                            | 4 515                     | 21,48                     | 12 415                   | 52,61                    |
|                                                                           | Gilles Leperlier Divers gauche (PCR)                                        | 2 284                     | 10,87                     |                          |                          |
|                                                                           | Alexandre Laï-Kane-Cheong Divers gauche (Croire et oser)                    | 2 040                     | 9,70                      |                          |                          |
|                                                                           | Pascal Hoareau La France insoumise                                          | 1 510                     | 7,18                      |                          |                          |
|                                                                           | Élodie Martin-Charron Front national                                        | 1 207                     | 5,74                      |                          |                          |
|                                                                           | Didier Gopal Divers droite                                                  | 1 044                     | 4,97                      |                          |                          |
|                                                                           | Patricia Coutandy Divers gauche                                             | 547                       | 2,60                      |                          |                          |
|                                                                           | Grégoire Cordebœuf Divers droite                                            | 440                       | 2,09                      |                          |                          |
|                                                                           | Ravy Vellayoudom Divers droite                                              | 418                       | 1,99                      |                          |                          |
|                                                                           | Johny Adekalom Divers gauche                                                | 399                       | 1,90                      |                          |                          |
|                                                                           | Yvette Duchemann Écologiste                                                 | 297                       | 1,41                      |                          |                          |
|                                                                           | Jean-Luc Payet Lutte ouvrière                                               | 208                       | 0,99                      |                          |                          |
|                                                                           | Delia Moutin Écologiste                                                     | 142                       | 0,68                      |                          |                          |
|                                                                           | Aurélie Frut Divers (Union populaire républicaine)                          | 128                       | 0,61                      |                          |                          |
|                                                                           | Geoffroy Grondin Divers droite                                              | 72                        | 0,34                      |                          |                          |
| Source : Ministère de l'Intérieur - Sixième circonscription de La Réunion |                                                                             |                           |                           |                          |                          |

#### Septième circonscription
Député sortant : Thierry Robert (Parti radical de gauche).
|                                                                            |                                                         |                           |                           |                          |                          |
|                                                                            |                                                         | Premier tour 11 juin 2017 | Premier tour 11 juin 2017 | Second tour 18 juin 2017 | Second tour 18 juin 2017 |
|                                                                            |                                                         |                           |                           |                          |                          |
|                                                                            |                                                         | Nombre                    | % des inscrits            | Nombre                   | % des inscrits           |
| Inscrits                                                                   | Inscrits                                                | 110 367                   | 100,00                    | 110 366                  | 100,00                   |
| Abstentions                                                                | Abstentions                                             | 73 965                    | 67,02                     | 66 914                   | 60,63                    |
| Votants                                                                    | Votants                                                 | 36 402                    | 32,98                     | 43 452                   | 39,37                    |
|                                                                            |                                                         |                           | % des votants             |                          | % des votants            |
| Bulletins blancs                                                           | Bulletins blancs                                        | 1 779                     | 4,89                      | 3 228                    | 7,43                     |
| Bulletins nuls                                                             | Bulletins nuls                                          | 1 725                     | 4,74                      | 3 529                    | 8,12                     |
| Suffrages exprimés                                                         | Suffrages exprimés                                      | 32 898                    | 90,37                     | 36 695                   | 84,45                    |
|                                                                            |                                                         |                           |                           |                          |                          |
| Candidat Étiquette politique (partis et alliances)                         | Candidat Étiquette politique (partis et alliances)      | Voix                      | % des exprimés            | Voix                     | % des exprimés           |
|                                                                            |                                                         |                           |                           |                          |                          |
|                                                                            | Thierry Robert (député sortant) Mouvement démocrate     | 11 144                    | 33,87                     | 22 305                   | 60,78                    |
|                                                                            | Fabrice Marouvin-Viramalé Divers droite                 | 5 409                     | 16,44                     | 14 390                   | 39,22                    |
|                                                                            | Perceval Gaillard La France insoumise                   | 3 905                     | 11,87                     |                          |                          |
|                                                                            | Emmanuel Séraphin Divers gauche                         | 3 569                     | 10,85                     |                          |                          |
|                                                                            | Sandra Sinimalé Les Républicains                        | 2 373                     | 7,21                      |                          |                          |
|                                                                            | Jean-François Nativel Divers                            | 2 023                     | 6,15                      |                          |                          |
|                                                                            | Michelle Graja Front national                           | 1 346                     | 4,09                      |                          |                          |
|                                                                            | Jonathan Rivière Divers droite                          | 1 151                     | 3,50                      |                          |                          |
|                                                                            | Éric Marcely Écologiste                                 | 794                       | 2,41                      |                          |                          |
|                                                                            | Julietta Ichiza-Imaho Divers gauche                     | 448                       | 1,36                      |                          |                          |
|                                                                            | Laurent Jourdanne Divers (Union populaire républicaine) | 414                       | 1,26                      |                          |                          |
|                                                                            | Denis Favre Divers (Parti du vote blanc)                | 322                       | 0,98                      |                          |                          |
| Source : Ministère de l'Intérieur - Septième circonscription de La Réunion |                                                         |                           |                           |                          |                          |

## Dans les médias

### Premier tour
- Antenne Réunion : 12 h 45 Mon député, Sabrina Supervièle, interroge les différents candidats.
- Antenne Réunion : 19 h 15 Mon député, Yolande Calichiama interroge les différents candidats.
- Réunion 1re : 2017 Législatives, Jean-Marc Collienne et Gaël Le Dantec interrogeront chacun les candidats lors de débat diffusé en Prime-Time. Chaque circonscription aura son débat[4].

### Second tour
- Antenne Réunion : 12 h 45 Le débat, mené par Sabrina Supervièle et 19 h 15 Le débat mené par Yolande Calichiama
- Réunion 1re Télé : Jean-Marc Collienne et Emmanuelle Haggai ont mené des débats en alternance, programmé à 19h25 et 19h40.
- Réunion 1re Radio : Philippe Dornier à 12h15, Gaël Le Dantec à 18h15, ont mené les débats
- Télé Kréol : Dans l'émission politique de la chaine, Jismy Ramoudou et Yves Montrouge, ont interrogé les différents candidats.